# Алмендинген
Алмендинген (њем. Allmendingen) општина је у њемачкој савезној држави Баден-Виртемберг. Једно је од 55 општинских средишта округа Алб-Донау-Крајс. Према процјени из 2010. у општини је живјело 4.533 становника. Посједује регионалну шифру (AGS) 8425002.

## Географија
Алмендинген се налази у савезној држави Баден-Виртемберг у округу Алб-Донау-Крајс. Општина се налази на надморској висини од 518 метара. Површина општине износи 45,9 km².

## Становништво
У самом мјесту је, према процјени из 2010. године, живјело 4.533 становника. Просјечна густина становништва износи 99 становника/km².

## Међународна сарадња
| Мјесто | Држава     | Врста сарадње | Од    |
| ------ | ---------- | ------------- | ----- |
|        | Француска  | партнерство   | 1981. |
|        | Швајцарска | контакт       | 2000. |
| Извор  |            |               |       |